# Harold Gordon
Harold Gordon (* 9. August 1918 in Brooklyn, New York City, New York, Vereinigte Staaten als Harold Goldstein; † 19. Januar 1959 in New York City, New York, Vereinigte Staaten) war ein US-amerikanischer Schauspieler.

## Leben
Gordon wurde als Harold Goldstein in Brooklyn, New York, geboren und begann seine Schauspielkarriere in den 1930er Jahren auf der Bühne, bevor er in vielen Filmen auftrat. Er heiratete 1953 die Schauspielerin Inge Jolles. Seine bekannteste Rolle ist die des mexikanischen Präsidenten Francisco Indalecio Madero in Elia Kazans Western Viva Zapata! (1952), in dem Marlon Brando die Hauptrolle spielte. Gordon starb im Alter von 40 Jahren in New York City eines natürlichen Todes.

## Filmografie
- 1951: Stars Over Hollywood
- 1952: Viva Zapata!
- 1952: Chevron Theatre
- 1952: Im Banne des Teufels
- 1952: Jazz Singer
- 1952: Invitation Playhouse: Mind Over Murder
- 1953: Suspense
- 1954: Space Patrol
- 1954: Schlitz Playhouse of Stars
- 1954: Gewähre für Bengali
- 1955: Jenseits von Eden
- 1955: Yellowneck
- 1956: General Electric Summer Originals